# PWS-40 Junak
PWS-40 Junak – polski samolot szkolno-treningowy z lat 30. XX wieku. Po raz pierwszy oblatany wiosną 1939 roku, miał stać się podstawowym samolotem szkolnym dla szkół pilotów myśliwskich Sił Powietrznych, szkolonych do latania na szybkich, dolnopłatowych myśliwcach nowego typu. Jednak z powodu wybuchu II wojny światowej ukończono i oblatano tylko prototyp.

## Historia
W połowie lat 30. pojawiła się potrzeba zakupu dolnopłatowego samolotu szkolno-treningowego na potrzeby szkolenia pilotów wojskowych, którzy mieli latać na nowych, szybkich samolotach jednopłatowych. Pod koniec 1936 roku Antoni Zagórski z warszawskich zakładów PZL zaprojektował prosty samolot szkolno-sportowy napędzany silnikiem francuskiej filmy Établissements E. Train. W 1937 roku wraz z Jerzym Zbrożkiem udoskonalił projekt. Zmodyfikowana konstrukcja była napędzana mocniejszym silnikiem Avia 3 (kopia niemieckiego silnika BMW IIIa) i została nazwana ZZ, od pierwszych liter nazwisk projektantów. Jednak ich macierzysta firma nie była zainteresowana tym projektem i dlatego na początku 1938 roku został on sprzedany Podlaskiej Wytwórni Samolotów (PWS).
PWS dalej zmodyfikowała projekt, teraz nazywany PWS-40 Junak, z kilkoma rozwiązaniami skopiowanymi z belgijskiego samolotu sportowego Tipsy S.2 zakupionego w poprzednim roku do testów; dodatkowy wpływ na konstrukcję wywarł de Havilland DH-94 Moth Minor. PWS zamierzała, aby nowy samolot był konkurencją dla cięższych i droższych samolotów szkolnych własnej produkcji, w tym RWD-16 bis i RWD-23.
Prototyp został oblatany pod koniec kwietnia 1939 roku przez Stanisława Szubkę i dostarczony do Instytutu Lotnictwa dla dalszych testów. Projekt okazał się obiecujący, ale pewne problemy na początkowym etapie projektu trzeba było rozwiązać przed rozpoczęciem seryjnej produkcji. Produkcja seryjna miała ruszyć jesienią 1939 roku zarówno w PWS, jak i w jego filii we Lwowie, Lwowskich Warsztatach Lotniczych. Wybuch II wojny światowej uniemożliwił jednak dalsze prace zarówno nad drugim prototypem (który był w trakcie budowy do czasu zniszczenia fabryki), jak i nad pierwszą serią produkcyjną. Jedyny ukończony prototyp został przechwycony przez Niemców w stanie nienaruszonym i jego dalsze losy przez długi czas pozostawały nieznane. Według niektórych autorów samolot uległ zniszczeniu w czasie kampanii wrześniowej. W 2007 roku ujawniono jednak fotografię świadczącą o tym, że prototyp PWS-40 był używany przez Luftwaffe, z niemieckimi znakami.

## Konstrukcja
Był to dwumiejscowy dolnopłat o konstrukcji drewnianej, miał skrzydło trapezowe, pokryte sklejką i płótnem. Kadłub pokryty sklejką był wyposażony w dwie otwarte kabiny. Samolot miał podwozie stałe.

## Warianty
W czasie kampanii wrześniowej PWS pracowała również nad gruntownie zmodernizowaną wersją PWS-40. Wyposażony w znacznie mocniejszy silnik o mocy 236–296 KM, nowy samolot miał mieć mniejszą rozpiętość skrzydeł (9,5 metra), klapy i ruchome podwozie. Projektanci przewidzieli zbudowanie na tej bazie także zaawansowanego trenażera pilotów myśliwskich, uzbrojonego w karabiny maszynowe i napędzanego silnikiem o mocy 444 KM.